# Ali nella bufera
Ali nella bufera (Wings over Honolulu) è un film del 1937 diretto da H. C. Potter.